# Несторианский спор

Христологический спектр противостояния антиохийской и александрийской богословских школ

Несториа́нский спор — конфликт в христианской Церкви, вызванный христологическими спорами V века вокруг учения архиепископа Константинополя Нестория (умер около 451 года). Несторианство возникло в полемике с александрийской христологией на основе воззрений антиохийской богословской школы.
Несторий, вступивший на константинопольскую кафедру в 428 году, отказался признать Деву Марию «Богородицей» (др.-греч. Θεοτόκος), что привело к богословскому спору в Константинополе, который позже распространился на Восточную Римскую империю. Наибольшую остроту конфликт приобрёл после того, как Кирилл Александрийский осудил богословские взгляды Нестория. Первоначально император Феодосий II поддерживал Нестория, а Римская церковь поддержала в данном споре Кирилла. Для разрешения конфликта в июне 431 года был созван Эфесский собор, итогом которого стало осуждение несторианства, низложение и ссылка Нестория, а также раскол восточных диоцезов (придерживавшихся христологических концепций антиохийской богословской школы). Состояние раскола было устранено в 433 году на основе примирительного письма Кирилла к Иоанну Антиохийскому, содержавшего компромиссную богословскую формулу. Несториане подверглись гонениям в Византийской империи и значительная их часть эмигрировала в Персию.
В течение длительного времени термин «несторианская» применялся к Церкви Востока, которая усвоила христологию антиохийской богословской школы. Однако в исследовательской литературе характеристика данной церкви как «несторианской» считается некорректной и у современных исследователей встречается редко. Поскольку термины «несторианская», «несториане» были порождены богословской полемикой, в настоящее время их нередко заменяют на «сторонники антиохийского богословия», «христиане Церкви Востока» или «восточные сирийцы». Некоторые исследователи стремятся полностью дистанцировать христологическое учение Церкви Востока от несторианства.

## Предыстория
Отличительными особенностями антиохийской христологии было убеждение о невозможности действительного соединения Божественной и человеческой природ, реальность человеческой природы Христа, чёткое различение двух конкретных индивидуальных природ Спасителя и непринятие мнения о двух рождениях Сына — от Отца в вечности и от Девы Марии во времени. Основоположниками христологических концепций антиохийской богословской школы стали Диодор Тарсийский и Феодор Мопсуестийский. Связь христологических концепций Диодора и Феодора с учением Нестория была очевидна для участников христологических споров V—VI веков. Однако в научном сообществе отсутствует консенсус относительно того можно ли считать Диодора и Феодора «несторианами до Нестория».
Разница в подходах между александрийцами и антиохийцами проистекает из различных интерпретаций евангельского текста (Ин. 1:14: «И Слово стало плотию, и обитало с нами») в этих двух традициях. По мнению немецкого исследователя А. Грильмайера антиохийская традиция говорила о Христе как о вочеловечившемся, а александрийская — как о воплотившемся. Георгий Флоровский отмечал, что Антиохия стояла на позициях «антропологического максимализма» и подчёркивала полноту человеческой природы Христа, а Александрия акцентировала внимание на божественности Слова, ставшего плотью. Церковно-политический конфликт между двумя крупнейшими христианскими центрами Византийской империи — Антиохией и Александрией начался ещё при архиепископах Иоанне Златоусте и Феофиле I.
Богословский язык того времени не располагал единообразным терминологическим аппаратом для выражения концепции личности. Антиохийская школа, защищая полноту и реальность обеих природ Христа говорила о «Слове, воспринявшем» человеческую природу и Человеке Иисусе, «воспринятом Словом». Данное представление было удобным для экзегезы Священного Писания, позволяя относить различные евангельские эпизоды или к Богу, или к Человеку, а также избежать вопросов о «смерти Сына Божия». Феодор Мопсуестийский понимал, что дуализм антиохийской христологии может привести к учению о двух субъектах во Христе, вопреки Никейскому Символу веры о «Едином Господе нашем Иисусе Христе». Вследствие этого Феодор всегда подчёркивал единство Христа с помощью христологической формулы: одно лицо (др.-греч. πρόσωπον) и две природы (др.-греч. φύσις). Таким образом, согласно Феодору божественная реальность «обитала» в Человеке Иисусе, а его взгляды исключали тезис о рождении Бога-Слова от Девы Марии. Антиохийцы считали человеческую природу Спасителя автономной и самостоятельной (хотя и в единстве со Словом), которая является причиной спасения человеческого рода. Александрийская школа наоборот всегда подчёркивала, что только Бог-Слово является единственной причиной спасения человека. Вместо антиохийского термина «лицо», александрийцы говорили о единой ипостаси (др.-греч. ὑπό-στᾰσις) Христа, а также из-за синонимичного употребления терминов ипостась и природа и об единой природе Бога Слова.
Как отмечает российский исследователь Е. А. Заболотный в христологии Феодора Мопсуестийского отсутствует представление о самобытном характере человеческой ипостаси Христа, что не позволяет назвать его христологию двухсубъектной. Несторий, опираясь на антиохийскую традицию ввёл важное новшество — самобытный характер обеих ипостасей (Божественной и человеческой), каждая из которых является индивидом, способным к самостоятельному существованию.

## Несторианский спор

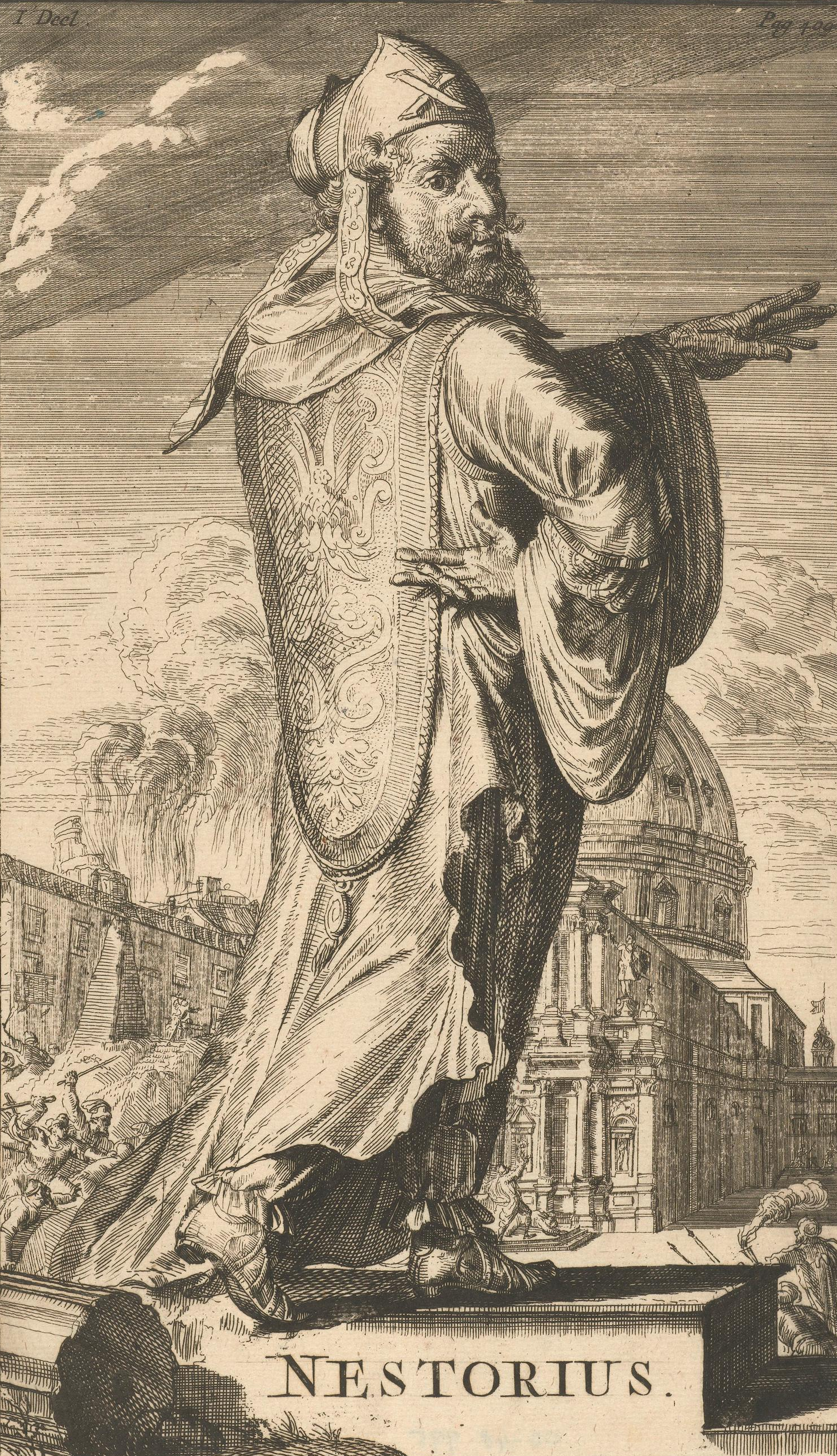
Несторий, архиепископ Константинополя

В апреле 428 года архиепископом Константинополя стал уроженец Сирии Несторий, получивший богословское образование в Антиохии, где он усвоил строгие дифизитские взгляды. После вступления на константинопольскую кафедру, Несторий, при поддержке императорской власти, стал вести активную борьбу не только против ариан и аполлинаристов, но и против александрийской догматики. Новый архиепископ также принял ряд мер по повышению церковной дисциплины (ввёл запрет для монахов покидать свои монастыри), ограничению развлекательных мероприятий, что привело к открытому конфликту с императрицей Пульхерией.

### Спор из-за наименования Девы Марии
Летом 428 года в Константинополе начались споры о правильном именовании Девы Марии. В одной из своих проповедей синкелл Константинопольской церкви пресвитер Анастасий, прибывший с Несторием из Антиохии произнёс: «Пусть никто не называет Марию Богородицей, ибо Мария была человеком, а от человека Бог не может родиться». Один из сторонников Нестория епископ Маркианопольский Дорофей провозгласил анафему на тех, кто именует Деву Марию Богородицей. Новый архиепископ столицы Несторий также считал, что Деву Марию корректно называть «Человекородицей» (др.-греч. ἀνθρωποτόκος) или «Христородицей» (др.-греч. Χριστοτόκος). Именовать Деву Марию исключительно «Богородицей» (др.-греч. Θεοτόκος) Несторий считал некорректным с богословской точки зрения, он допускал такое именование лишь в переносном смысле. В своём трактате по этому вопросу Несторий писал:

Будем пользоваться более надёжным выражением, а именно — евангельским: [словами] «Христос родился», «Родословие Иисуса Христа» и подобными этим мы исповедуем, что Христос есть Бог и человек, и [что] от них был рождён «Христос по плоти, сущий над всем Бог». Когда вы называете [Марию] Христородицей в единстве, без разделения, вы говорите о том и о другом в сыновстве.
В конце 428—начале 429 года Несторий произнёс проповеди против именования «Богородица». Однако к тому времени термин «Богородица» прочно вошёл в церковное употребление. Часть монашества, недовольная действиями Нестория, разорвала с ним общение и обратилась за покровительством к императрице Пульхерии. В Константинополе противники Нестория распространяли послание, в котором позиция нового архиепископа отождествлялась с осуждённой ересью Павла Самосатского. Также позицию Нестория отверг епископ Кизический Прокл, который в одной из своих проповедей выразил учение о Деве Марии как Богородице. В ответ Несторий выступил с проповедью в которой отметил, что Деву Марию нельзя называть Богородицей «просто» (лат. simpliciter), без оговорок, поскольку к Богу не приложимы свойства человеческой природы, в том числе, плотское рождение.

### Конфликт Нестория и Кирилла Александрийского

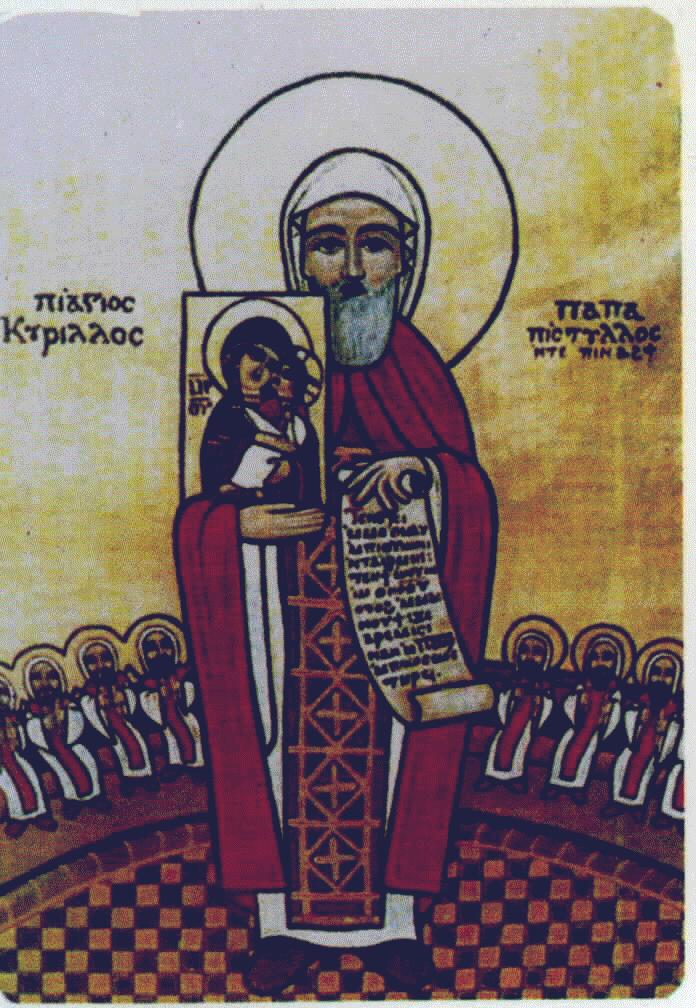
Кирилл Александрийский, коптская икона

В конце 428 года архиепископ Александрии Кирилл получил сведения о взглядах Нестория, которые (не называя Нестория по имени) раскритиковал в своём 17-м «Пасхальном послании» и в послании «К монахам Египта». В это же время о проповедях Нестория узнал римский папа Целестин I, который попросил Кирилла выяснить подлинную христологическую позицию Нестория. В июле—августе 429 года Кирилл составил первое письмо к Несторию в котором призвал архиепископа Константинополя назвать Деву Марию Богородицей. Несторий ответил кратким письмом, в котором, не затрагивая спорных вопросов, упрекнул Кирилла, что последний сделал многое «не по братской любви».
В феврале 430 года Кирилл направил константинопольскому архиепископу второе послание с толкованием Никейского Символа веры. В своём послании Кирилл настаивал, что христологическое содержание Символа веры (рождение, крестные страдания, смерть и Воскресение) относятся к Богу Слово, который соединился по ипостаси с плотью, рождённой Марией. На этот раз Несторий подробно ответил александрийскому архиепископу, указав на некорректные, с его точки зрения, богословские воззрения Кирилла. По мнению Нестория, недопустимо относить свойства человеческой природы Христа к Богу Слово, поскольку это противоречит идее о неизменности и бесстрастности Божества, а все христологические предикаты следует относить к Иисусу Христу, а не к Богу Слово. Также Несторий направил несколько посланий римскому папе Целестину, в которых обвинил Кирилла в аполлинаризме и арианстве. В это же время в Константинополь прибыла группа пелагиан, осуждённых на Западе стараниями блаженного Августина. При этом в посланиях папе Несторий испрашивал у Целестина причины осуждения на Западе пелагиан (Целестия, Юлиана и других), искавших защиты в Константинополе, что могло быть воспринято папой как недоверие суду Римской церкви.
Папа римский, будучи раздражённым претензиями Нестория по поводу осуждённых пелагиан, встал на сторону Кирилла. Весной 430 года Кирилл направил папе Целестину «Пять книг против богохульств Нестория». В ответ на это послание папа принял решение созвать поместный собор по вопросу Нестория. 11 августа 430 года Римский собор осудил богословские взгляды Нестория, а Кириллу Александрийскому было поручено сообщить решение собора архиепископу Константинополя, Иоанну Антиохийскому и Ювеналию Иерусалимскому. В случае, если в течение 10-ти дней Несторий не отречётся от своего учения, он должен был быть отлучён от общения с Церковью. Осенью 430 года был созван собор в Александрии, который принял 12 анафематизмов Кирилла Александрийского, направленных против Нестория и его учения. У епископов диоцеза Восток (возглавляемого Иоанном Антиохийским), поддерживавших позицию Нестория, данные анафематизмы вызвали подозрения в аполлинаризме Кирилла. 11 ноября 430 года император Феодосий II и его соправитель Валентиниан издали указ о созыве Вселенского собора, который должен был разрешить спор между Кириллом и Несторием. Местом проведения собора был избран Эфес, а датой его начала 7 июня 431 года (праздник Пятидесятницы). В конце ноября 430 года Кирилл направил Несторию послание с 12-ю анафематизмами и требованием отречься от своего учения. 13 декабря, после получения послания, Несторий выступил с проповедью, в которой заявил, что не боится надвигающегося «египетского гонения» и ответил Кириллу своими антианафематизмами.

### Эфесский собор

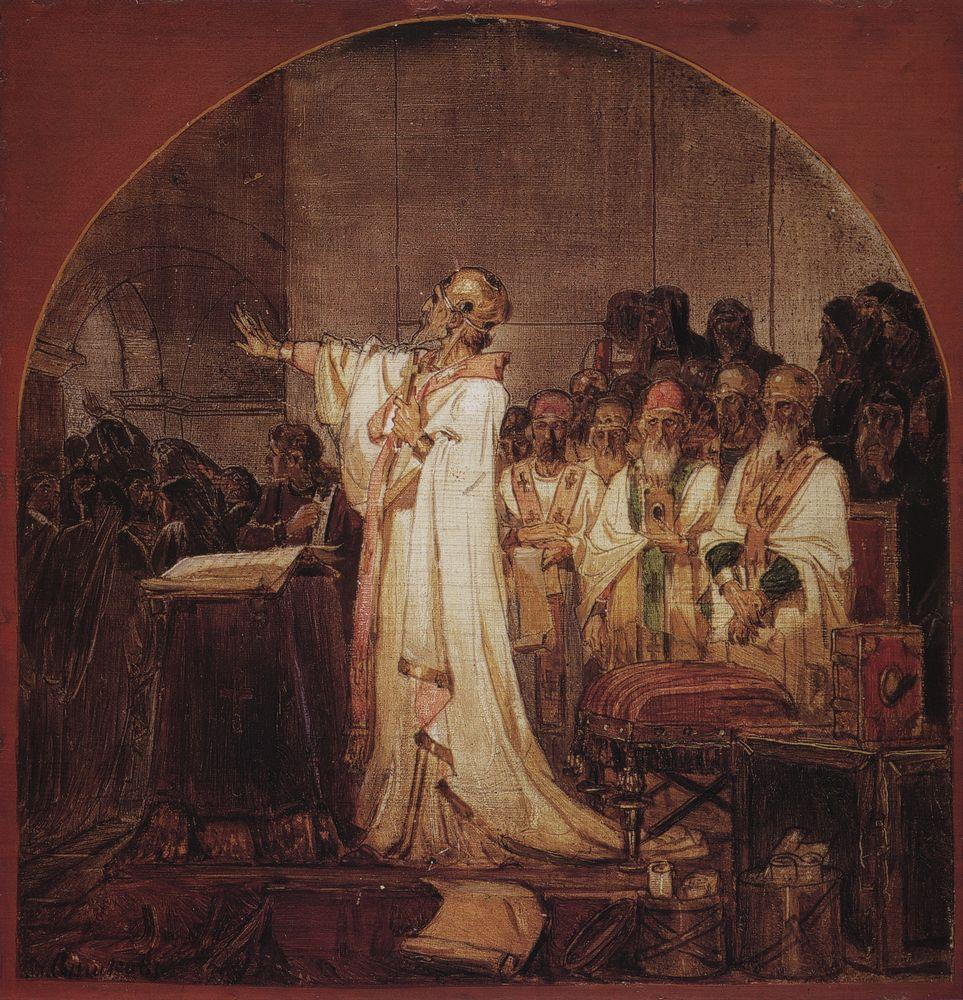
Василий Суриков. Третий Вселенский собор. Эскиз росписи для храма Христа Спасителя

В начале июня в Эфес прибыла делегация Александрийской церкви (около 50-ти епископов) во главе с архиепископом Кириллом, 40 асийских епископов во главе с Мемномом Эфесским и 12 епископов из Памфилии. После 7 июня прибыли палестинские (во главе с Ювеналием Иерусалимским) и македонские епископы, Карфагенская церковь из-за действий вандалов смогла прислать только диакона Весулу. Папские легаты не успели прибыть к началу заседаний. К этому времени также на собор не успели прибыть епископы Антиохийской церкви (в большинстве своём сторонники Нестория). По этой причине представитель императора чиновник Кандидиан и Несторий возражали против проведения соборных заседаний без представителей восточных диоцезов, однако их протест был проигнорирован Кириллом Александрийским.
Первое заседание собора в Эфесе состоялось 22 июня под председательством Кирилла Александрийского. Участники собора трижды вызывали Нестория на заседания, однако тот не явился на собор. В ходе заседания было рассмотрено второе послание Кирилла к Несторию и ответ Нестория. Богословие Кирилла было признано соответствующим Никейскому символу веры, а богословие Нестория противоречащим ему. Также было зачитано 3-е послание Кирилла к Несторию и письма Кирилла папе Целестину I, святоотеческие тексты и сочинения Нестория. На основании этого отцы собора торжественно осудили Нестория как еретика и низложили его с константинопольской кафедры. В постановлении, подписанном 197-ю епископами, определялось: «Господь наш Иисус Христос, на которого он изрыгал хулы, устами сего святейшего Собора определяет лишить его епископского сана и отлучить его от церковного общения». Несторий был извещён о решении собора и направил жалобу императору.
24 или 26 июня в Эфес прибыли епископы восточных епархий во главе с Иоанном Антиохийским, которые организовали собственное заседание. Антиохийские епископы на этом «соборике (лат. conciliabulum) восточных» объявили 12 анафемиатизмов Кирилла схожими с учением Ария, Аполлинария и Евномия, низложили Кирилла Александрийского и Мемнона Эфесского и проинформировали об этом императора. Узнав о событиях в Эфесе и о двух противоположных решениях, Феодосий II 29 июня 431 года отменил решения собора, приказал епископам ожидать нового императорского представителя и не разъезжаться до тех пор, пока «догматы благочестия не будут рассмотрены всем Собором». Собор в Эфесе продолжился, однако Иоанн Антиохийский со своей делегацией не принял в нём участия. 22 июля были запрещены какие-либо добавления к Символу веры, а 31 июля Кипрской церкви была дарована автокефалия от Антиохии.
После окончания Собора развернулась борьба за влияние на императора Феодосия II между двумя враждующими фракциями. Феодосий II колебался и принимал противоречивые решения: одобрил низложение и Нестория и Кирилла с Мемноном. Несторий добровольно отказался от константинопольской кафедры и был отправлен в ссылку, а Кирилл триумфально вернулся в Александрию 31 октября. Однако в Церкви возник раскол: восточные диоцезы во главе с Иоанном Антиохийским оказались в расколе, поскольку не приняли богословского содержания анафематизмов Кирилла.

### Примирение сторон
Несториане подверглись гонениям в Византийской империи и значительная их часть эмигрировала в Персию, а сочинения Нестория предписывалось уничтожать. Одним из итогов Эфесского собора стал раскол восточных диоцезов (придерживавшихся христологических концепций антиохийской богословской школы). Антиохийские епископы разделились на два лагеря. Так, к примеру Раввула, епископ Эдессы перешёл на сторону Кирилла и начал активную деятельность против сочинений Феодора Мопсуестийского. Состояние раскола было устранено в 433 году на основе примирительного письма Кирилла к Иоанну Антиохийскому, содержавшего компромиссную богословскую формулу. Восточные признали легитимность Эфесского собора и отказались от обвинений Кирилла в аполлинаризме, а Кирилл в свою очередь подписал особую формулу, составленную «восточными». Однако и после примирения среди «восточных» остались непримиримые, которые являлись сторонниками богословия Нестория (Александр Иерапольский, Евферий Тианский, Мелетий Мопсуестийский), которые в 435 году были смещены со своих кафедр и отправлены в ссылку.
Несторий был отправлен на покой в монастырь св. Евпрепия, где он пользовался авторитетом и по настоянию папы римского Целестина I был отправлен в ссылку в Петру Аравийскую, а затем в оазис египетской Фиваиды. Находясь в ссылке, Несторий писал богословские труды. В соответствии с источниками Церкви Востока и «Трактатом Гераклида Дамасского» Несторий умер между 450 и 453 годами.

## Несторианский спор и Церковь Востока

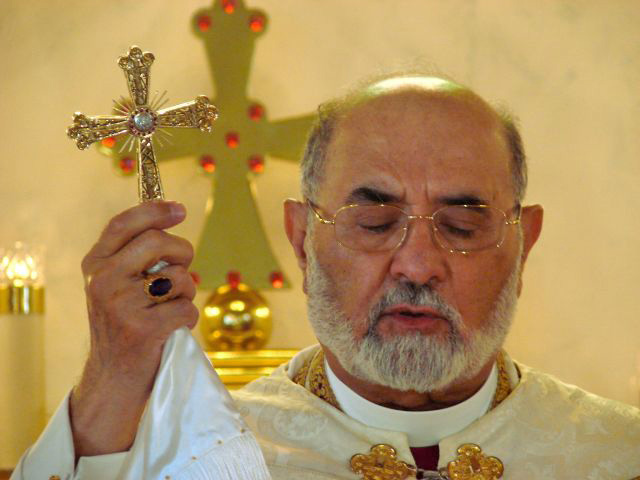
Католикос-патриарх Ассирийской церкви Востока Мар Дынха IV во время своей интронизации в 1976 году заявил: «Несторий был греком и не имел прямого отношения к Церкви Востока»

Христологические споры V—VI веков были осложнены неточностями перевода богословских терминов между греческим и сирийским языками, накопившимися различиями между культурными и церковными традициями Востока и Византийской империи. Основанное на учении антиохийской богословской школы христологическое богословие Церкви Востока прошло определённые этапы развития от умеренных до крайних форм дифизитства, отождествляемых с осуждённой на западе ересью несторианства. Дифизитство — христологическая концепция, принятая в доэфесских церквях и утверждающая две кномы и две природы (божественную и человеческую) во Христе. Традиционно в исторической науке было принято считать, что христологию, основанную на несторианстве исповедуют только Ассирийская церковь Востока и отколовшаяся от неё Древняя Ассирийская церковь Востока. Однако вопрос глубины взаимосвязи вероучения Церкви Востока и несторианства не имеет общепринятой позиции в научном сообществе, равно как и не существует единого понимания термина «несторианство» в современных экуменических и научных кругах. По крайней мере существуют три понимания термина «несторианство»: первое — учение, интерпретированное Кириллом Александрийским и его последователями и приписываемое Несторию, второе — подлинное учение Нестория, третье — специфически характерное для Нестория. Российский сиролог и исследователь арамейского христианства Н. Н. Селезнёв утверждает, что христология Церкви Востока не соответствует первому пониманию несторианства. На основании изучения текста сирийского перевода «Трактата Гераклида Дамасского» некоторые исследователи (А. де Аллё, М. Анастос, Д. Ф. Бетюн-Бейкер) подвергли критике традиционное мнение о Нестории как о еретике, высказанное в конце XIX—начале XX века католическими учёными (П. Беджаном и М. Жюжи). К примеру, де Аллё отмечает, что Эфесский собор был открыт вопреки протестам императорского представителя, Кирилл Александрийский на Соборе был одновременно и обвинителем и судьёй, а также не было обсуждения зачитанных выдержек из сочинений Нестория.
Традиционно, в исторической науке преобладало мнение, что «несторианизация» Церкви Востока началась во второй половине V века при Нарсае и Бар Сауме и завершилась принятием учения Нестория на соборе Церкви Востока 485—486 годов в Селевкии-Ктесифоне. В 1951 году известный историк-иезуит Вильгельм де Врис утверждал, что «официальное принятие несторианства Персидской Церковью произошло на Селевкийском соборе 486 года». Впоследствии данная трактовка была оспорена, поскольку, к примеру, ещё в начале XX века церковный историк Георгий Флоровский писал: «„Несторианская“ Церковь есть в действительности Церковь Феодора Мопсуестийского. Именно Феодор был в Сиро-Персидской Церкви отцем и учителем по преимуществу. Всё „несторианское“ богословие есть только покорный комментарий к его творениям». Исследователь сирийского языка Себастьян Брок последовательно доказывал, что Несторий пользовался в Церкви Востока значительно меньшим авторитетом, чем Феодор. По мнению Брока, в V—VII веках христология Церкви Востока была «феодорианской», а не «несторианской». Таким образом, до начала VII века Церковь Востока придерживалась более мягкого варианта антиохийской христологии, разработанного Феодором Мопсуестийским. Также существует мнение, что отделение Церкви Востока от церкви Византии произошло не по богословским, а по общественно-политическим причинам. Митрополит Ассирийской церкви Востока Мар Апрем Мукен отмечает, что отделение восточно-сирийской церкви от юрисдикции Антиохии произошло ещё до возникновения христологического спора в 428 году. Один из канонов собора Дадишо 424 года запретил епископам Церкви Востока иметь какие-либо церковно-юрисдикционные контакты с церковью Византии. Таким образом, утверждается, что отделение восточно-сирийской церкви было продиктовано политическими, культурными, языковыми, личностными соображениями, а не какими-либо богословскими причинами, поскольку в 424 году таковых не существовало.
Сходство экзегетических методов антиохийской богословской школы и месопотамского христианства предопределило рецепцию христологии «греческих учителей» (malp̄ānē yawnāyē) (Диодора, Феодора и Нестория) Церковью Востока. Эту рецепцию условно можно разделить на два этапа. Первый этап характеризуется синтезом сироязычной христианской традиции и учения Феодора Мопсуестийского, осуществлённым Нарсаем. Нарсай является автором самого раннего упоминания Нестория в Церкви Востока (проповедь «Трём учителям», посвящённая Диодору Тарсийскому, Феодору Мопсуестийскому и Несторию). Российские исследователи Заболотный и Селезнёв отмечают, что поместные соборы Церкви Востока VI века (544 года при католикосе Абе I и 605 года при католикосе Григории I) не содержали христологических определений «несторианского» толка и анафематствовали учения о «двух Сынах», а также содержали определения, созвучные с Халкидонским оросом.
Второй этап стал ответом Церкви Востока на осуждение Феодора Мопсуестийского Вторым Константинопольским собором (553), выразившемся в ответном осуждении неохалкидонской христологии императора Юстиниана. В середине VI века по инициативе католикоса Мар Абы I был осуществлён перевод «Трактата Гераклида Дамасского» Нестория на сирийский язык, а также проведены богословские собеседования в Константинополе с византийцами (562/563). Также в этот период был осуществлён перевод анафоры, авторство которой в восточно-сирийской традиции приписывалось Несторию. Благодаря католикосу Мар Абе и Аврааму Бет-Раббанскому, ректору Нисибинской богословской школы, почитание Нестория распространилось и в монашеской среде. Устав Великого монастыря на горе Изла, основанного Авраамом Кашкарским во второй половине VI века, говорит о необходимости для каждого монаха следовать учению Диодора, Феодора и Нестория.
Окончательное сближение христологии Церкви Востока с позицией Нестория произошло на поместном соборе 612 года, на котором восточно-сирийские епископы приняли христологическое вероопределение Баввая Великого в наиболее жёстких формулировках антиохийской школы. Данный собор проходил на фоне очередного византийско-персидского военного конфликта, что подтверждает значительную роль политического фактора в конфессиональном обособлении Церкви Востока. Имя Нестория не встречается в Восточном синодике (сборник соборных постановлений Церкви Востока) до канонического письма католикоса-патриарха Гиваргиса (660—680) к хорепископу Мине в провинции Фарс, где тот объясняет христологию Церкви Востока, которая к тому времени уже была явно «несторианской» в терминологии и утверждает, что Несторий и другие «греческие учители» следовали Преданию Церкви.
По мнению некоторых исследователей, обвинение Церкви Востока в несторианстве во многом основано на интерпретации данного учения оппонентом Нестория Кириллом Александрийским. Соответственно, поскольку критика Кирилла была некорректна, несправедливо и называть Церковь Востока «несторианской». Сами восточные богословы такую связь отрицали, и выдающийся сирийский канонист Абдишо (ум. 1318) в своей книге «Жемчужина» писал, что восточные сирийские христиане «никогда не меняли своей веры с тех пор, как получили её от апостолов, и несправедливо их называть несторианами, поскольку Несторий не был их патриархом и не понимал их язык». Это мнение отстаивает и современный богослов и митрополит Ассирийской церкви Востока Мар Апрем Мукен:

«Хотя эта церковь почитает Нестория святым, она не является церковью, основанной Несторием. Несторий не знал сирийского, а сирийская Церковь Востока, находившаяся в Персидской империи, не знала греческого… Только после смерти Нестория сирийскую Церковь Востока, которая не принимала никакого участия в христологическом конфликте между Несторием и Кириллом и вообще не знала ничего об этих спорах при их жизни, стали, к сожалению, воспринимать как основанную Несторием».
Иерархи Ассирийской церкви Востока (католикос Мар Дынха IV, митрополит Мар Апрем Мукен) отмечают, что архиепископ Константинополя грек Несторий не имел юрисдикционной связи с сирийской Церковью Востока и даже не владел сирийским языком. Тем не менее, наряду с Диодором Тарсийским и Феодором Мопсуестийским, он почитался в Церкви Востока в качестве «греческих учителей», поскольку их сотериология и экзегетика совпадали с общепринятыми в среде арамейского христианства. В среде арамеоязычных христиан Персидской империи Несторий почитался как стойкий защитник антиохийской ортодоксии и жертва гордыни и высокомерия Кирилла Александрийского. Епископ Калифорнии Ассирийской церкви Востока Мар Бавай Соро отмечает, что в доэфесской традиции Нестория почитают, и его терминологический аппарат используется в христологической мысли и выражениях, однако Церковь Востока отвергает эпитет «несторианство», потому что она не принимает всех значений этого термина. Церковь Востока не приняла осуждение Нестория Эфесским собором и почитала его (наряду с Феодором Мопсуестийским и Диодором Тарсийским) как исповедника, претерпевшего гонения за веру. Бельгийский сиролог Андре де Аллё отмечает, что несмотря на почитание Нестория в качестве святого, в Церкви Востока не было его особого литургического поминовения.
В 1994 году в рамках диалога церквей сирийской традиции, организованного экуменическим фондом Pro Oriente в Австрии, митрополит Ассирийской церкви Востока Мар Апрем Мукен выступил с докладом о связи несторианства и богословия Ассирийской церкви:

«Является ли богословие Ассирийской церкви несторианским? Ответ — и да, и нет. Если сам Несторий никогда не был несторианином, то зачем кому-то беспокоиться, будет ли ответ „да“ или „нет“? Он „несторианин“ в той мере, в какой Ассирийская церковь считает его святым и греческим Отцом Церкви. Ответ „Нет“, если вопрошающий подразумевает, что несторианство — это отрицание божественности или полное разделение божественной и человеческой природы во Христе».
Несмотря на тот факт, что архиепископ Константинополя Несторий не имел прямого отношения к персидской Церкви Востока, которая заявила о своей автокефалии ещё до возникновения христологического спора, вызванного учением Нестория, его учение было признано восточно-сирийской церковью адекватным ответом на проблемы, с которыми столкнулась антиохийская христологическая мысль. Несмотря на отсутствие упоминания Нестория в текстах соборных постановлений и сдержанность его почитания в литургической традиции, главный богословский труд Нестория «Трактат Гераклида Дамасского» получил известность и авторитет в Церкви Востока.

## Значение и последствия
Осуждение несторианства не привело к прекращению христологических споров, богословская полемика продолжилась. Сторонники Нестория в Византии продолжили свою деятельность (в том числе борьбу против крайнего монофизитства), в столичном монастыре «неусыпающих» (акимитов) изучались труды Диодора Тарсийского, Феодора Мопсуестийского и Феодорита Кирского. Собор в Халкидоне (451) осудил крайнее монофизитство архимандрита Евтиха, отрицавшее единосущие Христа с человеческим родом и провозгласил веру в две природы Спасителя. Однако вскоре на территории Византии получило широкое распространение умеренное монофизитство. Один из лидеров антихалкидонского движения Севир Антиохийский построил свою доктрину на христологических формулах «одна воплощённая природа Бога Слова» (др.-греч. «μία φύσις τοῦ Θεοῦ Λόγου σεσαρκωμένη»), «из двух природ» (др.-греч. ἐκ δύο φύσεων) и усматривал в формуле Халкидонского ороса «в двух природах» (др.-греч. ἐν δύο φύσεσιν) реабилитацию несторианства.
После Халкидона последователи антиохийского богословия продолжили свою деятельность: в Эдесской богословской школе епископ Ива Эдесский организовал перевод творений Феодора и Диодора на сирийский язык. В 489 году император Византии Зинон закрыл Эдесскую школу, которая рассматривалась как центр распространения несторианства. Около 544 года в Византии произошло осуждение «трёх глав» на фоне развития неохалкидонской христологии, что привело к устранению пронесторианских тенденций среди сторонников Халкидонского собора.